# D.J.ジョンソン (野球)
ダニエル・スチュアート・ジョンソン（Daniel Stuart Johnson, 1989年8月30日 - ）は、アメリカ合衆国オレゴン州ビーバートン出身のプロ野球選手（投手）。右投左打。メキシカンリーグのユカタン・ライオンズ所属。

## 経歴

### プロ入りとレイズ傘下時代
学生時代はMLBドラフトでどこからも指名されず、2010年6月にドラフト外でタンパベイ・レイズと契約してプロ入り。契約後、傘下のルーキー級ガルフ・コーストリーグ・レイズでプロデビュー。14試合に登板して2セーブ、防御率2.05、16奪三振を記録した。
2011年4月20日に自由契約となった。

### 独立リーグ時代
2011年4月28日に独立リーグであるフロンティアリーグのトラバースシティ・ビーチバムズと契約した。14試合に登板して1勝0敗、防御率1.54、18奪三振を記録した。

### ダイヤモンドバックス傘下時代
2011年7月5日にアリゾナ・ダイヤモンドバックスとマイナー契約を結んだ。傘下のパイオニアリーグのルーキー級ミズーラ・オスプレイでプレーし、20試合に登板して1勝0敗10セーブ、防御率2.08、32奪三振を記録した。
2012年はA級サウスベンド・シルバーホークスとA+級バイセイリア・ローハイドでプレーし、2球団合計で42試合に登板して4勝7敗7セーブ、防御率4.66、60奪三振を記録した。
2013年は故障のため、プレーしなかった。レギュラーシーズン終了後の10月18日に自由契約となった。

### 独立リーグ復帰
2014年は3年前に所属したトラバースシティ・ビーチバムズに復帰して開幕を迎えた。24試合に登板して0勝3敗14セーブ、防御率1.30、35奪三振を記録した。

### ツインズ傘下時代
2014年7月28日にミネソタ・ツインズとマイナー契約を結んだ。傘下のA+級フォートマイヤーズ・ミラクルでプレーし、12試合に登板して1勝0敗、防御率2.84、12奪三振を記録した。
2015年はA+級フォートマイヤーズとAA級チャタヌーガ・ルックアウツでプレーし、2球団合計で45試合に登板して2勝2敗7セーブ、防御率4.05、53奪三振を記録した。オフの11月7日にFAとなった。

### エンゼルス傘下時代
2015年11月24日にマイアミ・マーリンズとマイナー契約を結んだが、12月10日にルール・ファイブ・ドラフト（マイナーリーグ・フェイズ）でロサンゼルス・エンゼルスから指名され、移籍した。
2016年は傘下のAA級アーカンソー・トラベラーズでプレーし、47試合（先発1試合）に登板して4勝4敗6セーブ、防御率4.02、67奪三振を記録した。オフの11月7日にFAとなった。

### ロッキーズ時代

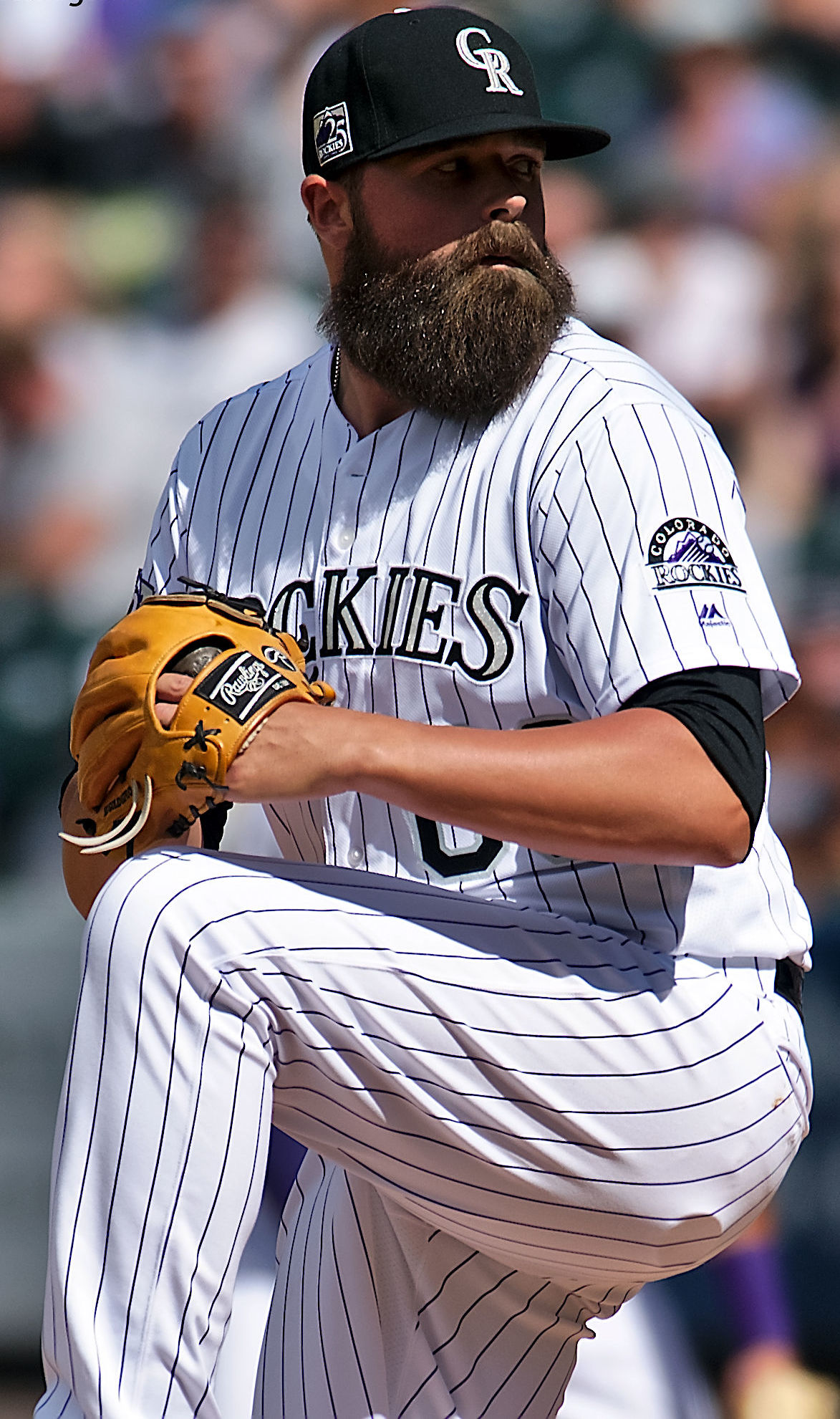
コロラド・ロッキーズ時代
(2018年9月9日)

2016年11月18日にコロラド・ロッキーズとマイナー契約を結んだ。
2017年は傘下のAA級ハートフォード・ヤードゴーツでプレーし、43試合に登板して1勝1敗4セーブ、防御率2.80、51奪三振を記録した。
2018年、マイナーではAAA級アルバカーキ・アイソトープスでプレーし、50試合に登板して3勝5敗18セーブ、防御率3.90、84奪三振を記録した。9月4日にメジャー契約を結んでアクティブ・ロースター入りし、9日のロサンゼルス・ドジャース戦でメジャーデビュー。この年メジャーでは7試合に登板して1勝0敗、防御率4.26、9奪三振を記録した。
2019年レギュラーシーズン終了後の10月23日に日本球界移籍のため、自由契約となった。

### 広島時代
2019年10月25日にNPBの広島東洋カープと契約を結んだ。登録名および音写表記は「DJ.ジョンソン」。
2020年シーズン開幕後は一軍で14試合に登板し、1ホールドを挙げた。

### 楽天時代

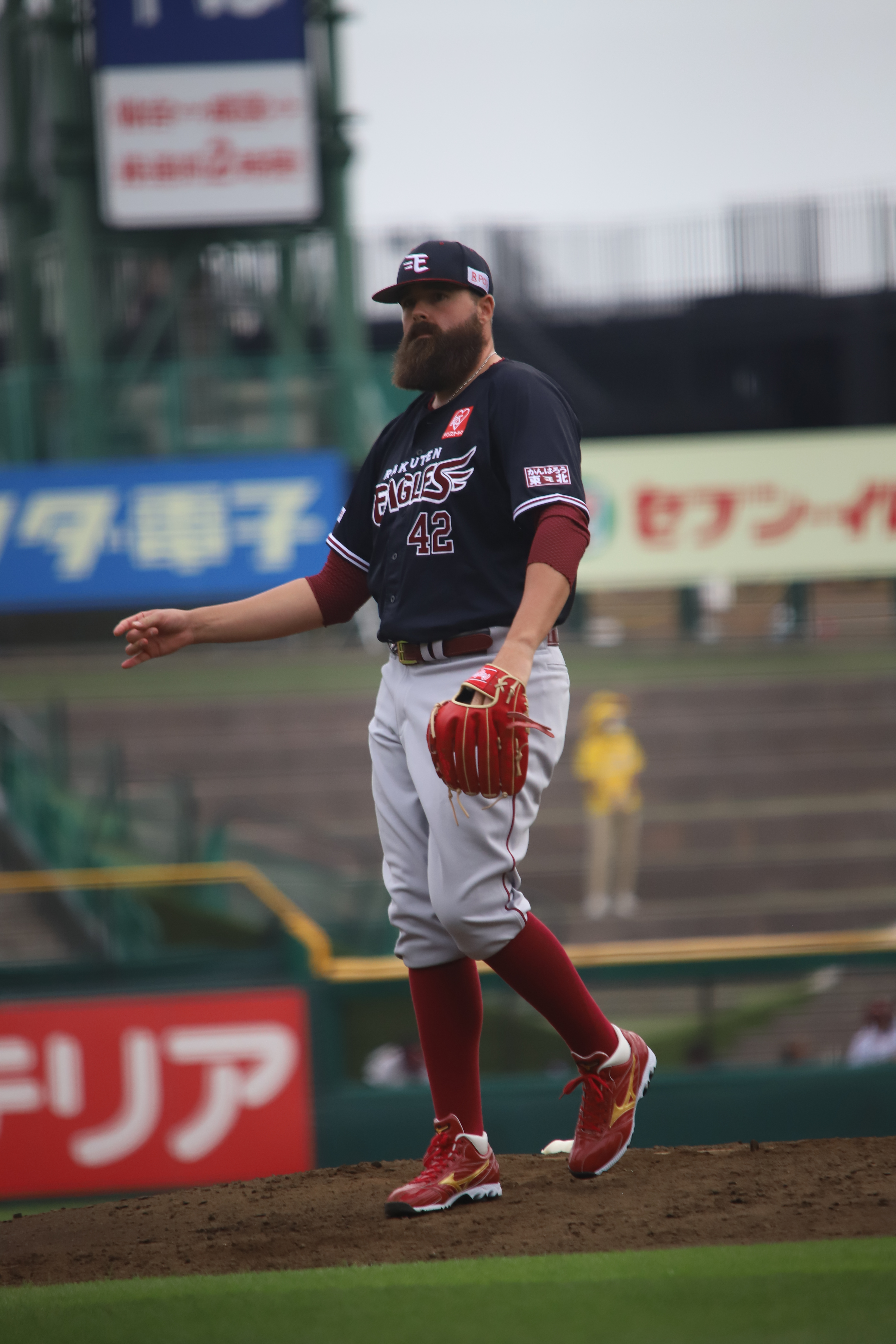
東北楽天ゴールデンイーグルス時代（2020年9月22日）

2020年9月21日、金銭トレードにより東北楽天ゴールデンイーグルスへ移籍。来日初年度の外国人選手のトレードは2017年のエドウィン・エスコバー（黒羽根利規との交換トレード）以来だが、金銭トレードとなると1988年のラルフ・ブライアント（中日→近鉄）以来32年ぶりとなる。楽天では登録名を「D.J.ジョンソン」、音写表記を「ディージェイ・ジョンソン」とした。翌日の千葉ロッテマリーンズ16回戦（楽天生命パーク）で5回から登板し、1回無失点で来日初勝利を記録した。イーグルスでは16試合に投げ防御率3.07とまずまずの成績を残すが、シーズン終了後に自由契約となった。

### インディアンス時代
2021年2月3日にクリーブランド・インディアンスとマイナー契約を結び、スプリングトレーニングに招待選手として参加することになった。シーズンでは5月のマイナーリーグ開幕から傘下のAAA級コロンバス・クリッパーズでプレーし、7月7日にメジャー契約を結んでアクティブ・ロースター入りした。同日のレイズとのダブルヘッダー第1試合で2年ぶりのメジャー復帰登板を果たした。

### レイズ時代
2021年7月30日にペイトン・バッテンフィールドとのトレードで、ジョーダン・ルプロウと共にレイズへ移籍した。8月2日のシアトル・マリナーズ戦で移籍後初登板を果たすも、同月10日に10日間の故障者リスト入りし、16日に60日間の同リストに移行した。オフの11月5日にFAとなった。
2022年と2023年は無所属であった。

### メキシカンリーグ時代
2024年1月11日にメキシカンリーグのユカタン・ライオンズと契約を結んだ。

## 投球スタイル
| 球種           | 配分 % | 平均球速 mph (km/h) | 水平運動 in | 鉛直運動 in |
| -------------- | ------ | ------------------- | ----------- | ----------- |
| フォーシーム   | 58.2   | 94 (151)            | -4          | 9           |
| カーブ         | 35.8   | 83 (133)            | 3           | -6          |
| カッター       | 5.8    | 92 (147)            | -1          | 5           |
| チェンジアップ | 0.2    | 84 (135)            | -7          | 3           |

平均球速92mph (約150km/h)・最速96.2mph（約155km/h）のフォーシームと83mph (約133km/h)のカーブの2球種が投球の大半を占める。そのほかカッター、チェンジアップも使用している。

## 詳細情報

### 年度別投手成績
| 年 度    | 球 団    | 登 板 | 先 発 | 完 投 | 完 封 | 無 四 球 | 勝 利 | 敗 戦 | セ 丨 ブ | ホ 丨 ル ド | 勝 率 | 打 者 | 投 球 回 | 被 安 打 | 被 本 塁 打 | 与 四 球 | 敬 遠 | 与 死 球 | 奪 三 振 | 暴 投 | ボ 丨 ク | 失 点 | 自 責 点 | 防 御 率 | W H I P |
| -------- | -------- | ----- | ----- | ----- | ----- | -------- | ----- | ----- | -------- | ----------- | ----- | ----- | -------- | -------- | ----------- | -------- | ----- | -------- | -------- | ----- | -------- | ----- | -------- | -------- | ------- |
| 2018     | COL      | 7     | 0     | 0     | 0     | 0        | 1     | 0     | 0        | 0           | 1.000 | 27    | 6.1      | 6        | 0           | 2        | 0     | 0        | 9        | 0     | 0        | 3     | 3        | 4.26     | 1.26    |
| 2019     | COL      | 28    | 0     | 0     | 0     | 0        | 0     | 2     | 0        | 4           | .000  | 116   | 25.0     | 23       | 1           | 19       | 2     | 3        | 24       | 4     | 0        | 14    | 14       | 5.04     | 1.68    |
| 2020     | 広島     | 14    | 0     | 0     | 0     | 0        | 0     | 0     | 0        | 1           | ----  | 69    | 13.2     | 19       | 0           | 8        | 1     | 1        | 13       | 3     | 0        | 10    | 7        | 4.61     | 1.98    |
| 2020     | 楽天     | 16    | 0     | 0     | 0     | 0        | 1     | 0     | 0        | 4           | 1.000 | 62    | 14.2     | 13       | 2           | 6        | 0     | 0        | 16       | 3     | 0        | 6     | 5        | 3.07     | 1.30    |
| '20計    | 楽天     | 30    | 0     | 0     | 0     | 0        | 1     | 0     | 0        | 5           | 1.000 | 131   | 28.1     | 32       | 2           | 14       | 1     | 1        | 29       | 6     | 0        | 16    | 12       | 3.81     | 1.62    |
| 2021     | CLE      | 1     | 0     | 0     | 0     | 0        | 0     | 0     | 0        | 0           | ----  | 7     | 1.2      | 2        | 1           | 0        | 0     | 0        | 3        | 0     | 0        | 1     | 1        | 5.40     | 1.20    |
| 2021     | TB       | 3     | 0     | 0     | 0     | 0        | 0     | 0     | 0        | 0           | ----  | 8     | 2.2      | 0        | 0           | 0        | 0     | 0        | 2        | 0     | 0        | 0     | 0        | 0.00     | 0.00    |
| '21計    | TB       | 4     | 0     | 0     | 0     | 0        | 0     | 0     | 0        | 0           | ----  | 15    | 4.1      | 2        | 1           | 0        | 0     | 0        | 5        | 0     | 0        | 1     | 1        | 2.08     | 0.46    |
| MLB：3年 | MLB：3年 | 39    | 0     | 0     | 0     | 0        | 1     | 2     | 0        | 4           | .333  | 158   | 35.2     | 31       | 2           | 21       | 2     | 3        | 38       | 4     | 0        | 18    | 18       | 4.54     | 1.46    |
| NPB：1年 | NPB：1年 | 30    | 0     | 0     | 0     | 0        | 1     | 0     | 0        | 5           | 1.000 | 131   | 28.1     | 32       | 2           | 14       | 1     | 1        | 29       | 6     | 0        | 16    | 12       | 3.81     | 1.62    |

- 2021年度シーズン終了時

### 年度別守備成績
| 年 度 | 球 団 | 投手  | 投手  | 投手  | 投手  | 投手  | 投手     |
| 年 度 | 球 団 | 試 合 | 刺 殺 | 補 殺 | 失 策 | 併 殺 | 守 備 率 |
| ----- | ----- | ----- | ----- | ----- | ----- | ----- | -------- |
| 2018  | COL   | 7     | 1     | 0     | 0     | 0     | 1.000    |
| 2019  | COL   | 28    | 3     | 2     | 0     | 0     | 1.000    |
| 2020  | 広島  | 14    | 0     | 3     | 0     | 0     | 1.000    |
| 2020  | 楽天  | 16    | 3     | 1     | 0     | 1     | 1.000    |
| '20計 | 楽天  | 30    | 3     | 4     | 0     | 1     | 1.000    |
| 2021  | CLE   | 1     | 0     | 0     | 0     | 0     | ----     |
| 2021  | TB    | 3     | 0     | 0     | 0     | 0     | ----     |
| '21計 | TB    | 4     | 0     | 0     | 0     | 0     | ----     |
| MLB   | MLB   | 39    | 4     | 2     | 0     | 0     | 1.000    |
| NPB   | NPB   | 30    | 3     | 4     | 0     | 1     | 1.000    |

- 2021年度シーズン終了時

### 記録
NPB
- 初登板：2020年7月11日、対中日ドラゴンズ5回戦（ナゴヤドーム）、9回裏に4番手で救援登板、1回1失点
- 初奪三振：2020年7月14日、対読売ジャイアンツ4回戦（MAZDA Zoom-Zoom スタジアム広島）、6回表に坂本勇人から空振り三振
- 初ホールド：2020年7月30日、対中日ドラゴンズ9回戦（MAZDA Zoom-Zoom スタジアム広島）、10回表に5番手で救援登板、2/3回無失点
- 初勝利：2020年9月22日、対千葉ロッテマリーンズ16回戦（楽天生命パーク宮城）、5回表に3番手で救援登板、1回無失点

### 背番号
- 63（2018年 - 2019年）
- 58（2020年 - 同年9月20日）
- 42（2020年9月21日 - 同年終了）
- 56（2021年 - 同年7月30日）
- 55（2021年8月1日 - 同年終了）

### 登録名
- DJ.ジョンソン（2020年 - 同年9月20日）
- D.J.ジョンソン（2020年9月21日 - 同年終了）